# الهند الفرنسية
الهند الفرنسية هو اسم عام يطلق على المنشئات الفرنسية التي أقامتها شركة الهند الشرقية الفرنسية في الهند من منتصف القرن السابع عشر وما بعده. وتعرف باسم المنشئات الفرنسية في الهند (بالفرنسية: Établissements français de l'Inde)‏، بلغت مساحة المستعمرة 510 كم مربع منها 293 كم مربع تتبع أراضي بونديتشيري، في عام 1936 بلغ عدد سكان المستعمرة حوالي 298,851 نسمة.

## السياق
اعتُبرت فرنسا آخر القوى البحرية الأوروبية الرئيسية في القرن 17 لدخول تجارة الهند الشرقية. بعد ستة عقود من تأسيس شركتي الهند الشرقية الإنجليزية والهولندية (في عامي 1600 و1602 على التوالي)، وفي الوقت الذي كانت فيه كلتا الشركتين تضاعف إنشاء المصانع (المراكز التجارية) على شواطئ الهند، لم يكن الفرنسيون حتى الآن يملكون شركة تجارية حقيقية أو منشأة دائمة واحدة في الشرق.
في محاولة لتفسير دخول فرنسا المتأخر في تجارة الهند الشرقية، يشير المؤرخون إلى الظروف الجيوسياسية مثل الموقع الداخلي للعاصمة الفرنسية والحواجز الجمركية الداخلية العديدة لفرنسا والمنظورات الضيقة للتجار على ساحل فرنسا في المحيط الأطلسي، الذين لم يكن لديهم رغبة حقيقية بالاستثمار واسع النطاق المطلوب لتطوير مشروع تجاري قابل للاستمرار مع جزر الهند الشرقية البعيدة.

## الرحلات البحرية الأولى إلى الهند (القرن السادس عشر الميلادي)
يعتقد أن أول مشروع تجاري فرنسي إلى الهند قد تم في النصف الأول من القرن السادس عشر، في عهد الملك فرانسوا الأول، عندما تم تجهيز سفينتين من قِبَل بعض تجار روان للعمل في البحار الشرقية؛ أبحروا من لو هافر ولم يُسمع بهم مرة أخرى. في عام 1604، مُنحت شركة براءة اختراع للرسائل من قِبَل الملك هنري الرابع، لكن المشروع قد فشل. صدرت براءة اختراع رسائل جديدة في عام 1615، وذهبت سفينتان إلى الهند، وعادت واحدة فقط.
أُنشئت شركة الهند الشرقية الفرنسية (لا كومباني فرانسيس دي إندي أورينتيلس) تحت إشراف الكاردينال ريشيليو (1642) وأعيد بناؤها تحت إشراف جان باتيست كولبير (1664)، وتم إرسال بعثة إلى مدغشقر.

## أول مصنع في الهند (1668 ميلادي)
في عام 1667، أرسلت شركة الهند الفرنسية بعثة أخرى تحت قيادة فرنسوا كارون (الذي كان برفقة فارسي يدعى ماركارا)، والتي وصلت إلى سورت في عام 1668 وأنشأت أول مصنع فرنسي في الهند.

## التوسع الفرنسي في الهند (1669 – 1672 ميلادي)
في عام 1669، نجح ماركارا في إنشاء مصنع فرنسي آخر في ماتشيليبتنام. في عام 1672، تم الاستيلاء على حصن سانت توماس لكن تم طرد الفرنسيين من قِبَل الهولنديين. تم إنشاء مدينة شاندرناغور (شاندانغار الحالية) في عام 1692، بإذن من الناواب شايستا خان، حاكم المغول في البنغال. في عام 1673، حصل الفرنسيون على منطقة بونديشيري من قرية قلعة دار في فاليكوندابورام في عهد العادل شاهية، وبالتالي تم وضع الأساس لمدينة بونديشيري. بحلول عام 1720، خسر الفرنسيون مصانعهم في سورت وماتشيليبتنام وبنتن لصالح شركة الهند الشرقية البريطانية.

## إنشاء مستعمرة في بونديشيري (1673 ميلادي)
في 4 فبراير من عام 1673، أقام بيلانغر دي لاسبيناي، وهو ضابط فرنسي، في اللودج الدانمركي في بونديشيري، ليبدأ بذلك إدارة بونديشيري الفرنسية. في عام 1674، بدأ فرانسوا مارتن، الحاكم الأول، مشاريع طموحة لتحويل بونديشيري من قرية صيد صغيرة إلى ميناء مزدهر. ومع ذلك، وجد الفرنسيون أنفسهم في صراع مستمر مع الهولنديين والإنجليز. تم تأييد قضية فرنسا لسنوات عديدة في محكمة قطب شاهي، سلطان غولكوندا، من قِبَل طبيب هوغونوت فرنسي يدعى أنطوان دي إستريماو. في عام 1693، استولى الهولنديون على بونديشيري وزادو التحصينات. استعاد الفرنسيون المدينة في عام 1699 من خلال معاهدة رايسفايك الموقعة في 20 سبتمبر عام 1697.

## معرض صور

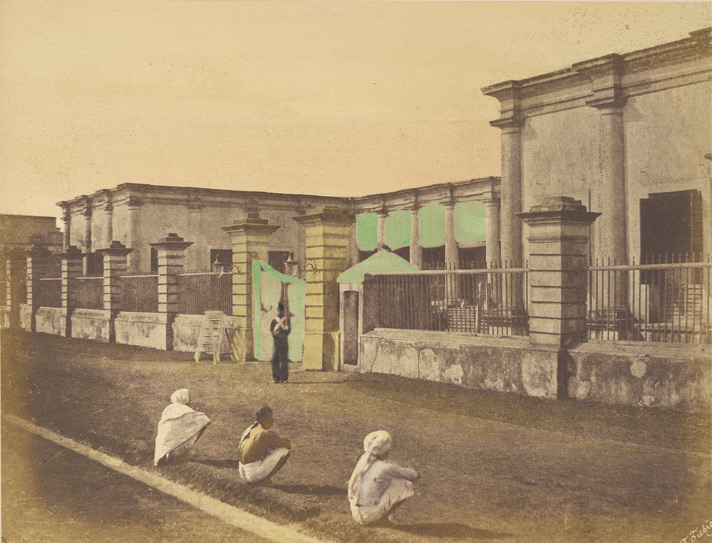
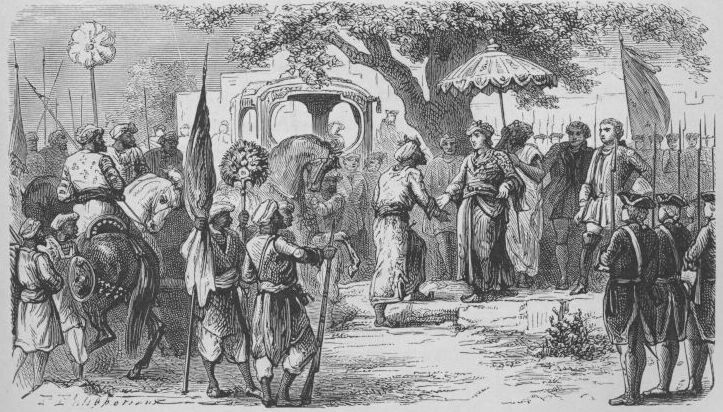
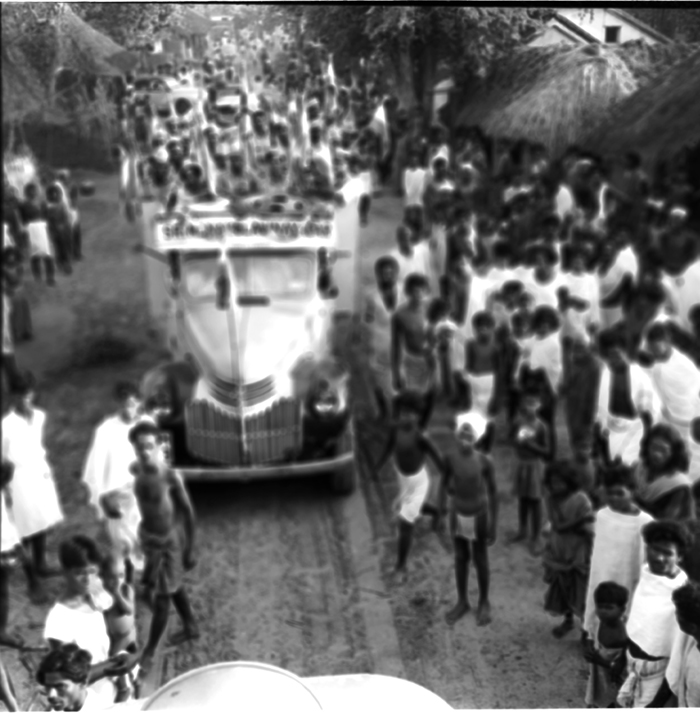
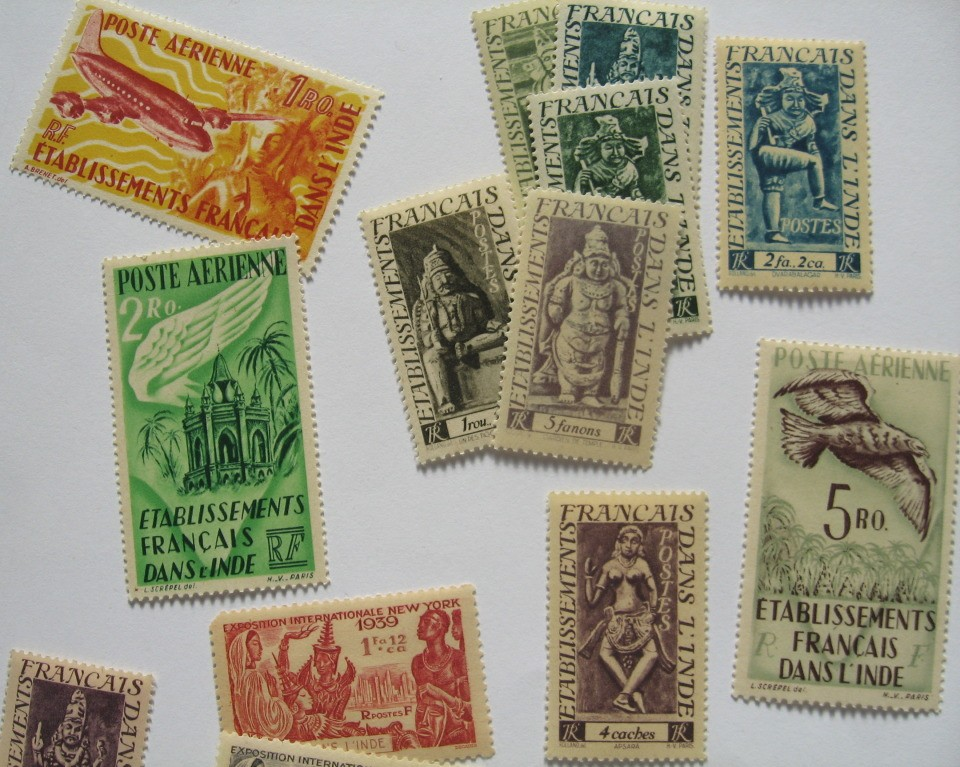
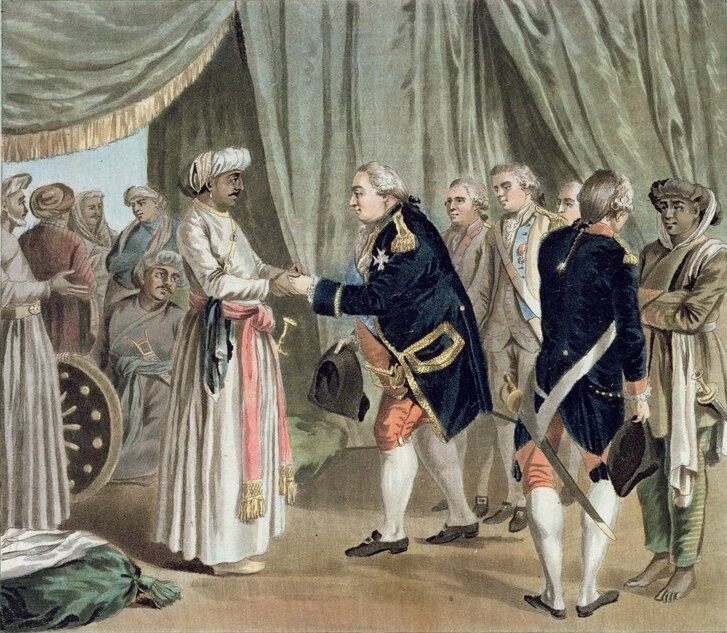